# Murakami (Tennō)
Murakami (jap. 村上天皇, Murakami-tennō; * 14. Juli 926; † 5. Juli 967) war der 62. Tennō von Japan (946–967). Er war ein Sohn des Daigo-tennō und ein Bruder des Suzaku-tennō, der zu seinen Gunsten abdankte.
Ein Großteil der Macht lag beim Regenten (Kampaku)  Fujiwara no Tadahira aus der Fujiwara-Familie.